# Carl Neumann
Carl Gottfried Neumann (Königsberg, 7 de maio de 1832 — Leipzig, 27 de março de 1925) foi um matemático alemão.

## Vida
Filho de Franz Ernst Neumann. Frequentou o Mathematisch-Physikalische Seminar, fundado em 1834 por seu pai e Carl Gustav Jakob Jacobi em Königsberg.
Obteve a habilitação em 1858 em Halle, onde foi Privatdozent. Em 1863 foi para Basileia, em 1865 para Tübingen e em 1868 para a Universidade de Leipzig, onde trabalhou durante 42 anos.
Juntamente com Alfred Clebsch fundou o periódico Mathematische Annalen.

## Obras
- Das Dirichlet'sche Princip in seiner Anwendung auf die Riemann'schen Flächen (B. G. Teubner, Leipzig, 1865)
- Vorlesungen über Riemann's Theorie der Abel'schen Integrale  (B. G. Teubner, 1865)
- Theorie der Bessel'schen functionen: ein analogon zur theorie der Kugelfunctionen (B. G. Teubner, 1867)
- Untersuchungen über das Logarithmische und Newton'sche potential (B. G. Teubner, 1877)
- Allgemeine Untersuchungen über das Newton'sche Princip der Fernwirkungen, mit besonderer Rücksicht auf die elektrischen Wirkungen (B. G. Teubner, 1896)
- Über die methode des arithmetischen mittels (S. Hirzel, Leipzig, 1887)
- Die elektrischen Kräfte (Teubner, 1873-1898)
- O. Hölder: Carl Neumann – Nachruf vom 14. November 1925 in der öffentlichen Sitzung der Mathematisch-Physischen Klasse der Sächsischen Akademie der Wissenschaften zu Leipzig Band LXXXVII – hier: Sonderdruck mit dem Verzeichnis der 176 Veröffentlichungen Carl Neumanns
- K.H. Schlote: Zur Entwicklung der mathematischen Physik in Leipzig (I) – Der Beginn der Neumannschen Ära. N.T.M. 9 (2001) S. 229 – 245
- Neumann-Redlin von Meding, E.: Carl Gottfried Neumann, Zum 175. Geburtstag des Leipziger Mathematikers. Königsberger Bürgerbrief Nr. 70 (2007)S. 56-57